# Vismarkt (Tiel)
De Vismarkt in Tiel bevond zich oorspronkelijk op de plaats waar nu het Flipje & Streekmuseum is gevestigd, naast de Waterpoort aan de binnenhaven. In 1646 werd de binnenhaven gedempt, waardoor het Plein ontstond.
De vismarkt werd in 1670 vernieuwd. In de 18e eeuw werd hij verplaatst naar de huidige locatie aan de overzijde van het Plein en in 1789 kreeg hij een halfcirkelvormige galerij van Dorische zuilen.
Tiel had in het verleden een sterke relatie met de riviervisserij. Bijna dagelijks brachten beroepsvissers zalm, paling en andere vissoorten aan wal, die op de vismarkt verhandeld werden. Tot ongeveer 1950 werd de Waal bevaren door een groot aantal Waalschokkers. Een van de laatst overgebleven Waalschokkers is de Neeltje Jantje, die Tiel als thuishaven heeft.
De vismarkt is in gebruik als caféterras.